# Чемпионат СССР по вольной борьбе
Чемпионат СССР по вольной борьбе — соревнование лучших советских борцов вольного стиля за звание чемпиона СССР. Впервые был проведён в 1945 году в Ленинграде и в дальнейшем проходил ежегодно. В 1956, 1959, 1963, 1967 и 1975 годах медали чемпионатов СССР разыгрывались в рамках борцовских турниров Спартакиад народов СССР. Всего в период с 1945 по 1991 год было проведено 47 чемпионатов СССР по вольной борьбе, их победителями становились представители 11 республик Советского Союза. В 1992 году в связи с распадом СССР прошёл единственный чемпионат СНГ, который стал важным этапом отбора в Объединённую команду на Олимпийские игры в Барселоне. В дальнейшем в каждой стране, ранее входившей в состав СССР, начал проводиться свой отдельный чемпионат.

## Чемпионаты СССР по вольной борьбе
| Чемпионат       | Дата                        | Год  | Место проведения                               |
| --------------- | --------------------------- | ---- | ---------------------------------------------- |
| 1-й чемпионат   | 26—28 октября               | 1945 | Ленинград, РСФСР                               |
| 2-й чемпионат   | 4—6 октября                 | 1946 | Тбилиси, Грузинская ССР                        |
| 3-й чемпионат   | 6—9 октября                 | 1947 | Таллин, Эстонская ССР                          |
| 4-й чемпионат   | 20—23 мая                   | 1948 | Москва, РСФСР                                  |
| 5-й чемпионат   | 23—30 мая                   | 1949 | Баку, Азербайджанская ССР                      |
| 6-й чемпионат   | 11—20 июня                  | 1950 | Тула, РСФСР                                    |
| 7-й чемпионат   | 6—11 июня                   | 1951 | Тбилиси, Грузинская ССР                        |
| 8-й чемпионат   | 7—10 декабря                | 1952 | Баку, Азербайджанская ССР                      |
| 9-й чемпионат   | 12—15 апреля                | 1953 | Тбилиси, Грузинская ССР                        |
| 10-й чемпионат  | 5—8 декабря                 | 1954 | Ленинград, РСФСР                               |
| 11-й чемпионат  | 21—24 ноября                | 1955 | Минск, Белорусская ССР                         |
| 12-й чемпионат* | 6—10 августа                | 1956 | Москва, РСФСР                                  |
| 13-й чемпионат  | 6—8 декабря                 | 1957 | Киев, Украинская ССР                           |
| 14-й чемпионат  | 4—7 октября                 | 1958 | Тбилиси, Грузинская ССР                        |
| 15-й чемпионат* | 12—15 августа               | 1959 | Москва, РСФСР                                  |
| 16-й чемпионат  | 17—20 марта                 | 1960 | Львов, Украинская ССР Тбилиси, Грузинская ССР  |
| 17-й чемпионат  | 23—26 февраля 2—5 марта     | 1961 | Таллин, Эстонская ССР Минск, Белорусская ССР   |
| 18-й чемпионат  | 23—26 февраля 2—5 марта     | 1962 | Рига, Латвийская ССР Орджоникидзе, РСФСР       |
| 19-й чемпионат* | 12—15 августа               | 1963 | Москва, РСФСР                                  |
| 20-й чемпионат  | 5—7 июня 12—14 июня         | 1964 | Орджоникидзе, РСФСР Баку, Азербайджанская ССР  |
| 21-й чемпионат  | 3—5 сентября 10—12 сентября | 1965 | Тбилиси, Грузинская ССР Ереван, Армянская ССР  |
| 22-й чемпионат  | 7—9 октября 14—16 октября   | 1966 | Алма-Ата, Казахская ССР Новосибирск, РСФСР     |
| 23-й чемпионат* | 30 июля — 2 августа         | 1967 | Москва, РСФСР                                  |
| 24-й чемпионат  | 21—23 апреля 25—27 апреля   | 1968 | Махачкала, РСФСР Киев, Украинская ССР          |
| 25-й чемпионат  | 12—15 июня 19—22 июня       | 1969 | Минск, Белорусская ССР Луганск, Украинская ССР |
| 26-й чемпионат  | 15—19 апреля 23—26 апреля   | 1970 | Махачкала, РСФСР Новосибирск, РСФСР            |
| 27-й чемпионат* | 21—23 июля                  | 1971 | Москва, РСФСР                                  |
| 28-й чемпионат  | 7—11 июня                   | 1972 | Минск, Белорусская ССР                         |
| 29-й чемпионат  | 21—24 июня                  | 1973 | Красноярск, РСФСР                              |
| 30-й чемпионат  | 18—21 июля                  | 1974 | Уфа, РСФСР                                     |
| 31-й чемпионат* | 5—8 июля                    | 1975 | Киев, Украинская ССР                           |
| 32-й чемпионат  | 13—16 мая                   | 1976 | Одесса, Украинская ССР                         |
| 33-й чемпионат  | 21—24 июля                  | 1977 | Красноярск, РСФСР                              |
| 34-й чемпионат  | 22—25 июня                  | 1978 | Минск, Белорусская ССР                         |
| 35-й чемпионат* | 24—28 июля                  | 1979 | Москва, РСФСР                                  |
| 36-й чемпионат  | 13—18 мая                   | 1980 | Москва, РСФСР                                  |
| 37-й чемпионат  | 11—14 июня                  | 1981 | Улан-Удэ, РСФСР                                |
| 38-й чемпионат  | 10—13 июня                  | 1982 | Орджоникидзе, РСФСР                            |
| 39-й чемпионат* | 18—22 июля                  | 1983 | Москва, РСФСР                                  |
| 40-й чемпионат  | 16—20 мая                   | 1984 | Красноярск, РСФСР                              |
| 41-й чемпионат  | 20—23 июня                  | 1985 | Якутск, РСФСР                                  |
| 42-й чемпионат  | 22—24 мая                   | 1986 | Орджоникидзе, РСФСР                            |
| 43-й чемпионат  | 11—14 июня                  | 1987 | Воронеж, РСФСР                                 |
| 44-й чемпионат  | 15—19 июня                  | 1988 | Красноярск, РСФСР                              |
| 45-й чемпионат  | 15—18 июня                  | 1989 | Махачкала, РСФСР                               |
| 46-й чемпионат  | 14—14 июня                  | 1990 | Улан-Удэ, РСФСР                                |
| 47-й чемпионат  | 12—15 июня                  | 1991 | Запорожье, Украинская ССР                      |

| * | — чемпионаты СССР, проведённые в рамках летних Спартакиад народов СССР |